# 道の駅甲斐大和
道の駅甲斐大和（みちのえき かいやまと）は、山梨県甲州市にある国道20号の道の駅である。
新笹子トンネル甲州市側出口付近に位置しており、旧大和村の申請により登録された。

## 施設
- 駐車場
  - 普通車：59台
  - 大型車：7台
  - 身障者用：2台
- トイレ
  - 男：大 4器、小 10器
  - 女：7器
  - 身障者用：2器

- 軽食コーナー
- そば打ち処『そばの実』
- 売店コーナー
- 休憩室
- 情報コーナー
- 農産物加工体験施設
- 公衆電話

## 営業時間
- 9:00 - 18:00
- そば打ち処『そばの実』11:00 - 16:00

## 休館日
- 毎週水曜日
- 12月28日 - 1月1日

## 周辺
- 山梨県道218号大菩薩初鹿野線
- 中央本線甲斐大和駅